# Politikåret 1931

## Händelser
- 17 februari – Polismästaren i Stockholm förbjuder Adolf Hitler och Joseph Goebbels att tala vid ett offentligt svenskt nazistmöte.
- 1 mars - Pehr Evind Svinhufvud efterträder Lauri Kristian Relander som Finlands president.[1]
- 12 maj - Peder Kolstad efterträder Johan Ludwig Mowinckel som Norges statsminister.[2]
- 1 oktober – Kvinnlig rösträtt införs i Spanien.

## Val och folkomröstningar
- 27 oktober - Storbritannien går till parlamentsval. Den nationella koalitionsregeringen får en stor majoritet, till övervägande delen bestående av Conservative Partys ledamöter. Labour går kraftigt tillbaka, delvis på grund av partiets delning mellan det officiella Labour och premiärminister Ramsay MacDonalds National Labour Party.

## Organisationshändelser
- 19 mars – Esquerra Republicana de Catalunya bildas i Spanien.
- 7 november – Unió Democràtica de Catalunya bildas i Spanien.

## Födda
- 16 januari – Johannes Rau, Tysklands president 1999–2004.
- 18 januari – Chun Doo-hwan, Sydkoreas president 1980–1988.
- 29 januari – Ferenc Mádl, Ungerns president 2000–2005.
- 1 februari – Boris Jeltsin, Rysslands president 1991–1999.
- 1 februari – Iajuddin Ahmed, Bangladeshs president 2002–2009.
- 2 februari – Dries van Agt, Nederländernas premiärminister 1977–1982.
- 4 februari – Isabel Perón, Argentinas president 1974–1976.
- 11 april – Luís Cabral, Guinea-Bissaus förste president 1974–1980.
- 20 maj – Giorgos Vasileiou, Cyperns president 1988–1993.
- 3 juni – Raúl Castro, Kubas president 2008–2018.
- 18 juni – Fernando Henrique Cardoso, Brasiliens president 1995–2003.
- 23 juni – Ola Ullsten, Sveriges statsminister 1978–1979.
- 27 juli – Khieu Samphan, Kambodjas president 1976–1979.
- 15 oktober – Abdul Kalam, Indiens president 2002–2007.
- 23 november – Tosiwo Nakayama, Mikronesiens federerade staters förste president 1979–1987.
- 1 december – George Maxwell Richards, Trinidad och Tobagos president 2003–2013.

## Avlidna
- 22 juni – Armand Fallières, Frankrikes president 1906–1913.

### Fotnoter
1. ↑  ”Finland” (på engelska). World Statesmen. http://www.worldstatesmen.org/Finland.html. Läst 7 november 2012.
2. ↑  ”Norway” (på engelska). World Statesmen. http://www.worldstatesmen.org/Norway.htm. Läst 2 augusti 2015.